# Mugil
Mugil – rodzaj ryb mugilokształtnych z rodziny mugilowatych (Mugilidae).

## Podział systematyczny
Gatunki zaliczane do tego rodzaju:
- Mugil bananensis (Pellegrin, 1927)
- Mugil brevirostris Miranda Ribeiro, 1915
- Mugil broussonnetii Valenciennes, 1836
- Mugil capurrii (Perugia, 1892) – mugil afrykański[3]
- Mugil cephalus Linnaeus, 1758 – cefal[4], cefal pospolity[5], łoban[6], mugil cefal[7] (oraz mugil australijski[8], jako M. dobula)
- Mugil curema Valenciennes, 1836 – mugil kurema[7], kurema[7], cefal biały[9]
- Mugil curvidens Valenciennes, 1836
- Mugil hospes Jordan & Culver, 1895
- Mugil incilis Hancock, 1830
- Mugil liza Valenciennes, 1836 – mugil brazylijski[7] (jako M. brasiliensis)
- Mugil longicauda Guitart Manday & Alvarez-Lajonchere, 1976
- Mugil margaritae Menezes, Nirchio, Oliveira & Siccharamirez, 2015
- Mugil rubrioculus Harrison, Nirchio, Oliveira, Ron & Gaviria, 2007
- Mugil setosus Gilbert, 1892
- Mugil thoburni Jordan & Starks, 1896
- Mugil trichodon Poey, 1875

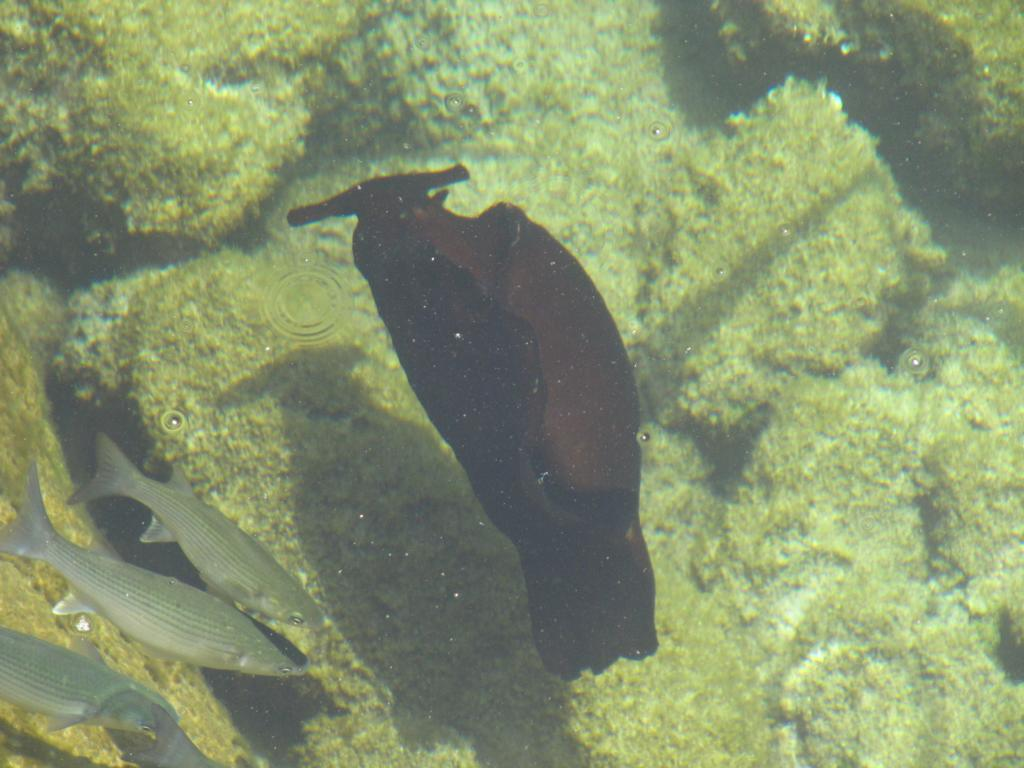
Mugil capurrii